# ABS-8
O ABS-8 é um satélite de comunicação geoestacionário construído pela Boeing Satellite Systems, ele está localizado na posição orbital de 3 graus de longitude oeste e é operado pela Asia Broadcast Satellite (ABS). O satélite será baseado na plataforma BSS-702SP e sua expectativa de vida útil será de 15 anos.

## História
A Asia Broadcast Satellite (ABS) anunciou, em maio de 2015, que estava prestes a contratar a construção do satélite ABS-8 pela Boeing Satellite Systems. O satélite ABS-8 será colocado na posição orbital 116,1 graus leste, para proporcionar transmissões nas bandas C, Ku e Ka.
O satélite será construído com base na plataforma BSS-702SP - uma versão que apresenta um sistema de propulsão totalmente elétrico.
O ABS-8 irá substituir o satélite ABS-7 que está localizado na posição orbital de 116,1 graus leste.
A SpaceX foi selecionada como fornecedora do serviço de lançamento para um lançamento no final de 2017 ou início de 2018 em um foguete Falcon 9 v1.2. O lançamento pode ser compartilhado com outro satélite do tipo BSS-702SP com propulsão elétrica, se houver algum disponível.
O contrato foi encerrado em julho de 2015, devido à perda da sua carta de funcionamento do U.S. Export-Import Bank’s devido à oposição do Congresso. Ambos parceiro de contrato agora tentam renegociar um contrato para o satélite.

## Lançamento
O satélite ainda não tem uma data de lançamento definida, ele será lançado por meio de um veículo Falcon 9 v1.2 a partir da Estação da Força Aérea de Cabo Canaveral, na Flórida, EUA.